# Warlock III: La Rédemption
Série
Warlock: The Armageddon
(1993)
Pour plus de détails, voir Fiche technique et Distribution.
Warlock III: La Rédemption (Warlock III: The End of Innocence) est un film fantastique et d'épouvante-horreur américain réalisé par Eric Freiser, et sorti en vidéo en 1999.

## Synopsis
Kris Miller part seule en week-end dans un vieux manoir abandonné il y a des années. Troublée par des visions surnaturelles et victime d'inquiétants cauchemars, l'arrivée inattendue de son fiancé et de ses amis va la persuader de rester. Mais c'est alors qu'un certain Phillip Covington, un architecte intéressé par le manoir, s'avère être un Warlock...

## Fiche technique
- Titre original : Warlock III: The End of Innocence
- Titre français : Warlock - La Rédemption
- Titre québécois : Warlock III: La fin de l'innocence
- Réalisation : Eric Freiser
- Scénario : Eric Freiser et Bruce David Eisen d'après les personnages créés par Pierce Milestone
- Musique : David Reynolds
- Direction artistique : Steve Walton
- Décors : Ian Bailie
- Costumes : Aisling Wallace Byrne
- Photographie : Andrew Turman
- Son : David Bach, Paula Fairfield, Scott Rusch et Rick Owens
- Montage : Greg Finton
- Production : Bruce David Eisen, Mark Amin (Producteur délégué)
- Société de production : Trimark Pictures
- Sociétés de distribution : Lionsgate Home Entertainment (États-Unis) (Blu-ray)
- Budget : 2 millions de dollars[1] (estimation)
- Pays d'origine :  États-Unis
- Langue originale : anglais
- Format : couleur - 1,85:1 (Panavision) - son Dolby Digital
- Genre : fantastique, épouvante-horreur
- Durée : 94 minutes
- Dates de sortie vidéo :
  -  États-Unis : 12 octobre 1999
  -  France : 1er avril 2001
- Classification[2] :
  -  États-Unis : R – Restricted (Les enfants de moins de 17 ans doivent être accompagnés d'un adulte).
  -  France : Tous publics

## Distribution
- Bruce Payne : Warlock / Phillip Covington
- Ashley Laurence : Kris Miller
- Paul Francis : Michael
- Jan Schweiterman : Jerry
- Angel Boris : Lisa
- Richard C. Hearst : Scott
- Boti Bliss : Robin

## Distinctions
Le film Warlock III: The End of Innocence n'a obtenu aucune nomination ni remporté de prix

## Autour du film
- Le film fait suite à Warlock (1989) et Warlock: The Armageddon (1993).

## Editions en vidéo
- Warlock III: The End of Innocence est sorti en VOD le 18 mars 2017[3].